# Toxabramis
Toxabramis és un gènere de peixos de la família dels ciprínids i de l'ordre dels cipriniformes.

## Taxonomia
- Toxabramis hoffmanni (Lin, 1934)
- Toxabramis hotayensis (Nguyen, 2001)
- Toxabramis houdemeri (Pellegrin, 1932)
- Toxabramis maensis (Nguyen & Duong, 2006)
- Toxabramis nhatleensis (Nguyen, Tran & Ta, 2006)
- Toxabramis swinhonis (Günther, 1873)[2][3][4][5]